# Санта-Катарина (остров)
Са́нта-Катари́на (порт. Ilha de Santa Catarina) — остров в Атлантическом океане, у юго-восточного берега Бразилии. Весь остров административно подчинён городу Флорианополис — административному центру штата.

## География
Площадь 523 км². Входит в состав штата Санта-Катарина (Бразилия). Соединён с материком тремя мостами, перекинутыми через пролив 500 метров шириной и 28 метров глубиной. Старейший из них — мост Эрсилиу Луза, ставший символом штата и его столицы Флорианополиса.

## История
Во времена Калифорнийской золотой лихорадки на острове часто останавливались суда, плывшие из Нью-Йорка в Калифорнию и огибавшие мыс Горн.

## Население

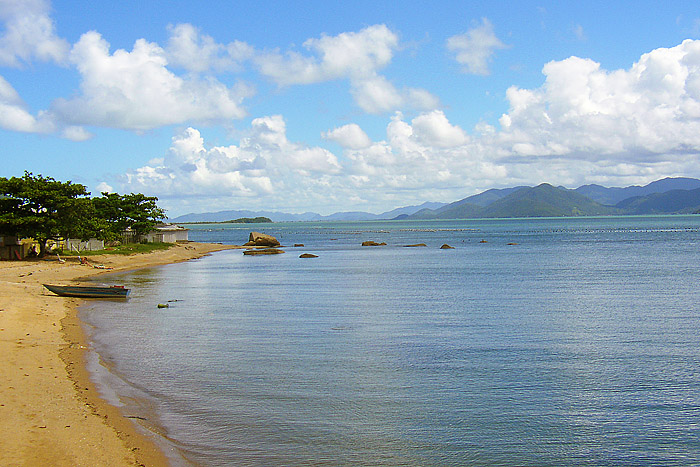
Пляж в Рибейран-да-Илья

Первоначально заселён азорскими рыбаками. Некоторые деревни на острове, такие как Рибейран-да-Илья или Сан-Антонио-ди-Лисбон, до сих пор носят явно выраженные черты азорской архитектуры.